# A Estrada

A Estrada

A Estrada (Tiếng Galician /Tiếng Tây Ban Nha: La Estrada) là một đô thị trong tỉnh Pontevedra, Galicia, Tây Ban Nha.
Tọa độ: 42°42′B 8°29′T / 42,7°B 8,483°T